# Kazbek
Kazbek (georgiska: მყინვარწვერი eller მწვერვალი ყაზბეგი/Mqinvarzveri eller Mtsverkali Qazbegi, istopp; ryska: Казбек; ossetiska: Сæна/Sæna eller Урсхох/Urschoch "vita berget") är det tredje högsta berget i Georgien, och det åttonde högsta berget i hela Kaukasus.
Enligt den grekiska mytologin fjättrades Prometheus på berget där en örn ständigt hackade ut hans lever som dock ständigt växte ut igen. Enligt myten om Herakles, då denne skulle hämta de gyllene äpplena, sköt han med sin pil ned örnen och befriade Prometheus från hans fjättrar.
Kazbek är en inte längre aktiv vulkan. Området kring berget ligger ungefär på 1 800 meter över havet och bergets högsta topp anges ofta med 5 047 meter över havet, men höjden är omstridd.
På 4100 meters höjd över havet återupptäcktes 1948 en grotta, som inrymmer resterna av det medeltida Betlehemsklostret (ryska: Бетлемская пещера). Dess ingång, som ligger på bergets nordöstra klippvägg 350 meter över marken, lär ha nåtts genom att munkarna släppte ner en järnkedja.
Ett stycke ifrån berget, på 2170 meters höjd över havet, ligger trefaldighetskyrkan vid Gergeti (ryska: Гергетская церковь).